# Xian de Liaoyang
Le xian de Liaoyang (辽阳县 ; pinyin : Liáoyáng Xiàn) est un district administratif de la province du Liaoning en Chine. Il est placé sous la juridiction de la ville-préfecture de Liaoyang.

## Démographie
La population du district était de 593 116 habitants en 1999.